# Kensi Tangis
Kensi Tangis (Fanafo, 19 dicembre 1991) è un calciatore vanuatuano, attaccante dell'ABM Galaxy e della nazionale vanuatuana.

## Carriera

### Club
In carriera ha giocato 12 partite nella nazionale maggiore e 3 partite nella nazionale under 23 di Vanuatu. Ha giocato anche numerose partire nella OFC Champions League 2013-2014 e segnato il gol della sua squadra nella finale di ritorno della stessa contro i neozelandesi dell'Auckland City FC.

### Nazionale
Ha partecipato a 3 edizioni della Coppa delle nazioni oceaniane.
Il 15 giugno 2024 ha deciso la sfida contro le Isole Salomone nella gara inaugurale della Coppa d'Oceania 2024, questo fu un gol storico, in quanto l'ultima rete in questa competizione la realizzò Nigel Dabinyaba nella semifinale della Coppa d'Oceania 2016, poiché l'edizione del 2020 fu annullata a causa del Covid.

## Palmarès

### Club

#### Competizioni nazionali
- Campionato di Vanuatu: 3

Amicale: 2011, 2012, 2013
- VFF Bred Cup: 1

Amicale: 2011